# René Nekuda
René Nekuda (* 29. srpna 1986 Chrudim) je vyučující tvůrčího psaní, cestovatel po zemích třetího světa, moderátor a blogger.

## Kariéra
V roce 2005 Nekuda zvítězil v „první tištěné reality show“ Hledá se dobrovolník do Keni, kterou pořádaly čtrnáctideník Nový prostor a Humanistické centrum Narovinu. Strávil tak listopad v Keni, kde dokumentoval práci centra a psal články pro NP. V dalších letech navštívil Indii (srpen 2009), Kolumbii (pět týdnů v létě 2010) a Indonésii (měsíc v létě 2011); do Keni se vrátil v srpnu 2013. O těchto cestách pořádá přednášky s promítáním fotografií ve školách a knihovnách po České republice.
Po maturitě na Gymnáziu K. V. Raise v Hlinsku (2006), kde byl jeho spolužákem básník Jan Těsnohlídek, vystudoval Nekuda tvůrčí psaní na Literární akademii Josefa Škvoreckého (bakalář 2009, magistr umění 2011) u Daniely Fischerové, s níž mají přátelské vztahy.
Jako chlapec se René Nekuda věnoval skautingu, dobrovolnictví, počítačovým a RPG hrám (je v Síni slávy Dračího doupěte z roku 2004). Během studií pořádal veřejné akce, moderoval křty knih a vystupoval jako recitátor nebo herec. Získal 2. místo v kategorii povídka soutěže pro středoškoláky O cenu Filipa Venclíka r. 2005; 1. a jediné udělené místo v kategorii publicistika bienále Hořovice Václava Hraběte 2008. V listopadu 2009 získal na 45. Mezinárodním festivalu poezie ve Valašském Meziříčí cenu Jiřího Demla za osobitý výběr a odpovídající interpretaci básně (Mustafa Stitou – Afirmace).
Koncem roku 2006 se spolužáky z LA studujícími u Ivony Březinové založili „tvůrčí skupinu Hlava nehlava“. V jejích prvních třech antologiích z let 2007 až 2009 není Nekuda zastoupen; publikoval po jedné povídce ve společné knize Březinové a jejích studentů z r. 2010, nepočítané za skupinovou, a ve čtvrté skupinové r. 2011.
Na jarních večerech dramatického čtení děl studentů LA v divadle Viola „Divadelní Violky“ v letech 2009 až 2011 byly provedeny Nekudovy jednoaktovky Sladko-slaná hlava (2009, režie Hana Kofránková), Do Háje (2010) a 1879 aneb Úterý 21. října, Edisonova noc (2011, obě režie Věra Slunéčková). Nekuda v pořadech i vystupoval, stejně jako v dalších studentských představeních „Literární aktovky“ na malé scéně Studia Ypsilon v květnu 2012 a 2013.
Ihned po absolvování Literární akademie Josefa Škvoreckého roku 2011 na ní Nekuda začal učit tvůrčí psaní; v akademickém roce 2012–2013 byl krátce zástupcem vedoucího Katedry tvůrčího psaní. Pořádá i samostatné kursy, například na literárním festivalu Šrámkova Sobotka v červenci 2012 a 2013.
V dubnu 2012 se spisovatelem Michalem Vieweghem a romistkou Karolínou Ryvolovou vedl Nekuda workshop Romové na Nové scéně. Texty některých účastníků posloužily jako podklad pro divadelní workshop finsko-romského režiséra Veijo Baltzara v červnu.
Žije v Praze. Od října 2012 pořádá ve smíchovské MeetFactory zhruba každé dva měsíce debaty o literatuře Večery pod letlampou; režíruje pásmo pořadů o moderních amerických spisovatelích připravované LA v Americkém centru. Na podzim 2012 uspořádal elektronickou knihu 23 povídek svých studentek a studentů Ti, kteří kradou mango, v listopadu 2013 dalších 21 Instantní životy.
V dubnu 2013 absolvoval krátké školení výuky tvůrčího psaní na Chapman University (Los Angeles, USA). V říjnu 2013 oznámil práci na mezinárodním literárním projektu Hakuna Matata, do kterého jsou zapojeny jeho kurzy tvůrčího psaní a kurzy z několika dalších evropských zemí, které píší společnou sbírku povídek inspirovanou Nekudovými rozhovory, jež vytvořil v keňském slumu Kibera.
René Nekuda se aktivně účastní mnoha konferencí o tvůrčím psaní v ČR i v zahraničí. Často také podporuje různé charitativní akce (např. několik let moderuje předáváním cen dobrovolníkům Křesadlo FOKUSU Vysočina).

### Rozhovory
- Elena Horálková. Každý dobrý spisovatel hodí první věty psům, říká lektor tvůrčího psaní. In Je jaká je [rozhlasový pořad]. Český rozhlas 2, 23. 7. 2012.
- S René Nekudou v Keni. In Travel Journal. 79. HD Plus , únor 2012. Moderuje Eva Kvasničková. 26:30 min. Dostupné také na You Tube z: http://youtube.com/watch?v=vXO4IMAGcFQ Nahráno 27. 2. 2012.
- Jihoamerická Kolumbie očima René Nekudy. In Travel Journal. 105. HD Plus , říjen 2012. Moderuje Eva Kvasničková. Dostupné také na You Tube z: http://youtube.com/watch?v=4dxtYukJAy0 Publikováno 1. 10. 2012.
- „Dva měsíce v Keni, ty mě dovedly skrz novinařinu ke psaní.“ Easy magazine [online]. 2013, č. 3, s. 30–33. Dostupné z: https://web.archive.org/web/20160307002043/http://easymagazine.cz/casopis/3-2013 [Doplněno stručnou recenzí antologie Ti, kteří kradou mango.]
- DOBIÁŠOVÁ, Ester. „Nejpřirozenější je vyprávět příběhy“ [rozhovor]. In Já du [online]. Leden 2014. Dostupné z: http://www.goethe.de/ins/cz/prj/jug/kul/cs12094970.htm
- TV Prima 27. 1. 2014 (šot v čase 11:30–13:47).